# 唐木順三
唐木 順三（からき じゅんぞう、1904年（明治37年）2月13日 - 1980年（昭和55年）5月27日）は、日本の文芸評論家・哲学者・思想家。
京大で西田幾多郎に師事。『現代日本文学序説』(1962年)を書き、『鷗外の精神』(1943年)、『中世の文学』(1955年)と研究を進めた。反近代の思想を貫き『「科学者の社会的責任」についての覚え書』(1980年)を遺して死去した。

## 経歴
1904年（明治37年）、長野県上伊那郡宮田村に生まれる。旧制松本中学（現：長野県松本深志高等学校）、旧制松本高等学校（現：信州大学）文科甲類を卒業後、1927年（昭和2年）に京都帝国大学文学部哲学科を卒業。西田幾多郎や田邊元から多大な影響を受けた。
長野県諏訪青年学校、満州教育専門学校、法政大学予科、成田山新勝寺の成田高等女学校で教鞭を執る。教職のかたわら、中正の態度を保持しながら近代文学研究から中世へと視野を広げ、多くの評論を発表した。特に中世日本仏教の研究が有名。
1940年（昭和15年）、同郷の古田晁、臼井吉見と共に筑摩書房を設立し、中村光夫らと共に顧問となる。戦後は臼井と共に同社の雑誌『展望』の編集を行い、明治大学文学部の教授も長年務めた。1956年（昭和31年）に『中世の文学』で読売文学賞・文芸評論賞を受賞。1971年（昭和46年）日本芸術院賞受賞。
1980年（昭和55年）、肺癌により築地の国立がんセンターで死去。76歳没。戒名は雪峰院不期順心居士。

## 著書
- 『現代日本文学序説』（春陽堂、1932年）
- 『近代日本文学の展開』（黄河書院、1939年）
- 『鴎外の精神』（筑摩書房、1943年、増補版1948年）
- 『三木清』（筑摩書房[3]、1947年）（燈影舎[4]、2002年）
- 『作家論』（三笠書房（上・下）、1947-49年）
- 『森鷗外』（世界評論社、1949年）（東京ライフ社、1956年）（現代教養文庫、1958年、復刊1993年）
- 『現代史への試み』（筑摩書房[3]、1949年） （燈影舎[5]、2001年） （中公選書[6]、2013年6月）
- 『自殺について - 日本の断層と重層』（弘文堂 アテネ文庫、1950年）、小冊子
- 『近代日本文学』（弘文堂 アテネ文庫、1951年）、小冊子
- 『近代日本文学史論』（弘文堂、1952年）
- 『詩とデカダンス』（創文社フォルミカ選書、1952年）（講談社 名著シリーズ、1966年）（中公選書[7]、2013年7月）
- 『中世の文学』（筑摩書房[3]、1954年）（中公選書[8]、2013年9月）
- 『夏目漱石』（修道社現代選書、1956年、創文社、1966年）※
- 『詩と哲学の間』（創文社、1957年）※
- 『千利休』（筑摩書房[3]、1958年5月）※
- 『無用者の系譜』（筑摩書房[3]、1960年2月）※、（中公選書[9]、2013年7月）
- 『朴の木』（筑摩書房、1960年5月）（講談社学術文庫、1977年）、随想集
- 『中世から近世へ』（筑摩書房、1961年）
- 『無常』（筑摩書房[3]、1964年）（ちくま学芸文庫、1998年）※、（燈影舎[4]、2006年）（中公選書[10]、2013年9月）
- 『日本の心』（筑摩書房、1965年）、随想集
- 『應仁四話』（筑摩書房、1966年）、小説集
- 『仏道修行の用心　懐弉 正法眼蔵随聞記』（筑摩書房「日本の仏教 第11巻」、1966年）
- 『飛花落葉』（筑摩書房、1967年）、随想集
- 『古代史試論』（筑摩書房、1969年）
- 『詩と死』（文藝春秋〈人と思想〉、1969年）、選集
- 『日本人の心の歴史－季節美感の変遷を中心に』（上・下、筑摩書房[3]「筑摩総合大学」、1970年／ちくま学芸文庫、1993年、復刊2010年、高橋英夫解説）
- 『良寛』（筑摩書房〈日本詩人選20〉、1971年／ちくま文庫、1989年10月）
- 『日本人の心の歴史 補遺』（筑摩書房、1972年）
- 『古きをたづねて』（筑摩書房、1972年）
- 『光陰』（筑摩書房、1974年）、随想集
- 『あづまみちのく』（中央公論社、1974年／中公文庫、1978年、復刊1992年）※
- 『続 あづまみちのく』（中央公論社、1976年／中公文庫、1979年、復刊1992年、各・高橋英夫解説）
- 『歴史の言ひ残したこと』（新潮社、1978年3月）
- 『古いこと 新しいこと』（筑摩書房、1979年4月）、随想集
- 『「科学者の社会的責任」についての覚え書』（筑摩書房、1980年7月／ちくま学芸文庫、2012年1月）※、遺稿・未完
- 『禅と自然』（法蔵館〈法蔵選書〉、1981年9月／法蔵館文庫[11]、2022年9月）※
- 『飛花落葉抄』（燈影舎〈燈影撰書16〉、1989年、回想鈴木成高・西谷啓治）、選集

※は電子書籍で再刊、講談社「創文社オンデマンド叢書」、Kindle版ほか

### 著作集・全集
- 『唐木順三全集』（筑摩書房（全12巻）、1967年 - 1968年）
- 『唐木順三文庫』（筑摩書房（全17巻）、1973年 - 1974年）[12]
- 『唐木順三全集 増補版』（筑摩書房（全19巻）、1981年 - 1982年）

### 編著
- 『古典日本文学全集14 道元』（筑摩書房、1962年、普及版1964年、新版1977年）
- 『現代日本思想大系28 和辻哲郎』（筑摩書房、1963年）
- 『ドストエフスキー研究　ドストエフスキー全集 別巻』（筑摩書房、1964年）、復刊1975年ほか
- 『日本の思想10 禅家語録集』（筑摩書房、1969年／改題「禅家語録 日本の仏教思想」、1986年）

## 資料・伝記
- 『深瀬基寛・唐木順三 往復書簡』（筑摩書房、1983年6月）
- 『田辺元・唐木順三 往復書簡』（筑摩書房、2004年7月）
- 大野順一『唐木順三全集 総目次・題名索引』（附月報、2004年、非売品）
- 武田友壽『美神の宿命　亀井勝一郎と唐木順三』（中央出版社、1968年）
- 粕谷一希『反時代的思索者　唐木順三とその周辺』（藤原書店、2005年）
- 大野順一『わが内なる唐木順三』（南雲堂フェニックス、2006年）
- 澤村修治『唐木順三　あめつちとともに』（ミネルヴァ書房〈日本評伝選〉、2017年）